# 妙高市文化ホール
1. 大ホール内観（ステージ側）
2. 大ホール内観（客席側）等

妙高市文化ホール（みょうこうしぶんかホール）は、新潟県妙高市上町にある妙高市の公共施設。多目的ホール・コミュニティセンター ・ふれあい会館・図書館などを擁する文化・芸術の拠点施設である。公益財団法人 妙高文化振興事業団が運営している。

## 概要
妙高市文化ホールは、かつて、1983年（昭和58年）3月15日に新井市によって、「新井総合文化ホール（現・妙高市文化ホール、新井総合コミュニティセンター、妙高市図書館）」が建設された。2005年（平成17年）4月1日、平成の大合併により、中頸城郡妙高高原町及び妙高村を編入し、「新井市」から「妙高市」へと現在の名称に改称された。2008年（平成20年）4月、「新井ふれあい会館」が増築された。
「公益財団法人新井文化振興事業団」が、1982年（昭和57年）12月に設立された、目的は、市民文化を推進する市民の手による芸術文化活動や、市民の自由で清新な創造とエネルギーを活かすために、市民の学習の機会や発表の場や、優れた芸術文化活動の鑑賞の場を提供するとともに、芸術文化活動の振興に資する公共施設の建設を目指したことに始まる。
公益法人制度改革関連3法に基づき、2012年（平成24年）4月1日、「公益財団法人妙高文化振興事業団」に移行し、設立当初の理念を引継ぎ、「市民の自主的な芸術文化活動を推進し、市民文化の向上と地域文化の創造を図り、健康で明るく、こころ豊かな市民社会形成に寄与する」ことを目的に掲げている。

## 沿革
- 1982年（昭和57年）12月20日 - 「財団法人新井文化振興事業団」設立
- 1983年（昭和58年）
  - 3月15日 - 「新井総合文化ホール」建設工事竣工
  - 4月 - 「新井総合文化ホール」管理業務委託
  - 6月17日 - 「新井総合文化ホール」開館
- 2004年（平成16年）4月 - 「新井市立図書館」業務委託
- 2005年（平成17年）
  - 4月1日 - 平成の大合併により新井市が、周辺2町村を編入し妙高市に改称
  - 4月 - 「妙高市図書館」サービス業務委託
  - 4月 - 「妙高市文化ホール」、「新井総合コミュニティセンター」指定管理者の指定
- 2006年（平成18年）4月 - 「妙高市図書館」指定管理者、「新井ふれあい会館」総合管理業務委託
- 2008年（平成20年）4月 - 「新井ふれあい会館」指定管理者の指定
- 2012年（平成24年）4月1日 - 「公益財団法人妙高文化振興事業団」として、公益財団法人に移行
- 2013年（平成25年）12月1日 - 開館30周年記念事業、岡倉天心原作オペラ「白狐」上演[3][2]

## 建築概要
- 所在地 - 944-0046 新潟県妙高市上町9番2号
- 用途地域 - 第2種中高層住居専用地域（都市計画図、区域指定図[4]）
- 容積率 - 200%（都市計画図、区域指定図[4]）
- 建蔽率 - 60%（都市計画図、区域指定図[4]）
- 敷地面積 - 43,870 m2[5]
- 建築面積 - 3,489 m2[5]（妙高市文化ホール）
- 延床面積 - 6,947 m2[5]（妙高市文化ホール）
- 構造種別 - 鉄骨造・鉄筋コンクリート造、鉄筋コンクリート造 3階（妙高市文化ホール）、鉄筋コンクリート造 2階（新井総合コミュニティセンター・妙高市図書館・新井ふれあい会館）
- 設計者 - 新井市（現・妙高市）・株式会社久米設計[5]
- 音響設計者 - 株式会社永田音響設計[6]
- 施工者 - 株式会社大林組[5]
- 建設費 - 約21億円（用地取得費除く、防衛施設周辺整備調整交付金含む（防衛施設周辺の生活環境の整備等に関する法律）、陸上自衛隊 東部方面区 第12警備地区 新潟県 高田駐屯地（上越市）- 陸上自衛隊の駐屯地一覧）[5]
- 竣工 - 1983年（昭和58年）3月15日（「新井ふれあい会館」は2008年（平成20年）4月）[5]
- 開館 - 1983年6月17日（「新井ふれあい会館」は2008年4月）[5]

## 施設概要
妙高市文化ホール
- ホワイエ - 551.534 m2[7]
- 大ホール - 1,018席（固定 1,012席、車いす 6席）、プロセニアム（間口16m、奥行13m、高さ7m）[5]
- 会議室 - 5室（和室5室）[7]
- 楽屋 - 3室（楽屋A 22.100 m2、楽屋B 22.100 m2、楽屋C 20.580 m2）[7]
- 楽屋事務室 - 17.818 m2[7]
- 練習室 - 3室（練習室A 51.185 m2、練習室B 104.335 m2、練習室C 45.553 m2）[7]
- 母子室 - 1室
- 他 - 9室
- 駐車場 - 約150台

新井総合コミュニティセンター
- 大会議室 - 304.940 m2[8]
- 大広間 - 99.525 m2[8]
- 研修室 - 2室（研修室A 52.200 m2、研修室B  52.200 m2）[8]
- 和室 - 3室（和室A 31.340 m2、和室B 31.340 m2、和室C 13.580 m2）[8]
- 応接室 - 17.860 m2[8]
- リハビリ室 - 75.690 m2[8]
- 駐車場 - 約150台（妙高市文化ホールと兼用）

新井ふれあい会館
- ふれあいホール - 500.000 m2（電動収納イス330席、昇降式ステージ（幅12m×4m×高さ50cm））[9]
- 控室 - 2室（控室A 14.010 m2、控室B 20.180 m2）[9]
- 休憩室 - 20.700 m2[9]
- 調理実習室 - 102.870 m2[9]
- 集会室 - 2室（集会室A 49.000 m2、集会室B 49.000 m2）[9]
- 会議室 - （会議室A 49.000 m2、会議室B 49.000 m2、会議室C 34.500 m2）[9]
- 駐車場 - 約90台

## 利用情報
妙高市文化ホール
- 休館日 - 毎週月曜日と年末年始(12月29日 - 1月3日)[10]）
- 利用時間 - 午前8時30分 - 午後10時[10]
- 大ホールの利用申請 - 6ヶ月前から受付（大ホール以外2ヶ月前（市外の方1ヶ月前））[10]
- 使用料 - 部屋によって、30分当たり50円 - 4,300円、冷暖房費は別途[10]

新井総合コミュニティセンター
- 休館日 - 年末年始(12月29日 - 1月3日)[10]
- 利用時間 - 午前8時30分 - 午後10時[10]
- 利用申請 - 市内の方2ヶ月前、市外の方1ヶ月前[10]
- 使用料 - 利用料金のご案内[10]

新井ふれあい会館
- 休館日 - 年末年始(12月29日 - 1月3日)[10]
- 利用時間 - 午前8時30分 - 午後10時[10]
- ふれあいホール利用申請 - 市内の方2ヶ月前、市外の方1ヶ月前[10]
- 使用料 - 利用料金のご案内[10]

妙高市図書館
- 休館日 - 月曜日、第3木曜日（蔵書点検期間 資料整理日）、年末年始(12月29日 - 1月3日)）[11]
- 利用時間 - 火曜日 - 金曜日 午前9時30分 - 午後7時00分、土・日曜日・祝日 午前9時30分 - 午後6時00分[11]
- 貸出数と貸出期間 - 本、雑誌、紙芝居（合計10点、15日間）、視聴覚資料（合計4点、15日間））[11]

## 市民参加事業
- 「けやきの森ジュニア&ユース合唱団」 - 妙高市外も含めた小学校１年生から高校３年生の児童・生徒を対象に、毎月2回土曜日の午後2時から4時、地域型音楽クラブを目指し、「ジュニア合唱クラブ」として活動している[12]。
- 「スタインウェイをマイピアノに」 - 妙高市在住の小学生から高校生を対象に、毎週1回2時間を限度に、妙高市文化ホール所有のスタインウェイを、マイピアノのように弾いて楽しもうと活動している[13]。
- 「マイマリンバ!」 - 妙高市在住の人を対象に、毎週1回2時間を限度に、新日本フィルハーモニー名誉主席山口浩一所有のマリンバを、マイマリンバのようにたたいて楽しもうと活動している[14]。
- 「はじめて軽音クラブ」 - 妙高市外も含めた小学校高学年以上を対象に、月2回木曜日に、ギター、ベース、ドラムを、初心者を中心とした「ゆるいつながり」で活動する音楽サークル[15][16]。

## ギャラリー
- 妙高文化ホール - 「妙高市文化ホール施設情報」[17]
- 新井総合コミュニティセンター - 「新井総合コミュニティセンター施設情報」[18]

## 交通アクセス
鉄道
- えちごトキめき鉄道 新井駅 距離約800m、徒歩 約10分、タクシー 約3分

車
- 上信越自動車道 - 新井スマートICより 約10分
- 上信越自動車道 - 中郷ICより 約15分
- 上信越自動車道 - 上越高田ICより 約15分
- 北陸自動車道 - 上越ICより 約30分[19]

## 周辺施設
- 新井郵便局
- 妙高市
- JA新潟更生連けいなん総合病院
- 新潟県立新井高等学校
- 新井学校町郵便局
- 新井運動公園
- 妙高市総合体育館はね馬アリーナ
- 妙高市立新井小学校
- 井手塾新井教室
- 白山神社
- 第三保育園
- けいなん総合病院介護老人保健施設はねうまの里
- 妙高市勤労者研修センター
- 妙高市文化ホールゲートボール場
- 妙高市文化ホール市民の広場